# Назаренко Ганна Пантеліївна
Ганна Пантеліївна Назаренко (нар. 1 червня 1944, село Юрченкове, тепер Чугуївського району Харківської області) — українська радянська діячка, заточувальниця Харківського заводу тракторних двигунів. Депутат Верховної Ради УРСР 9—11-го скликань.

## Біографія
Освіта середня спеціальна. У 1962 році закінчила Харківське технічне училище.
У 1962—1971 роках — заточувальниця Харківського моторобудівного заводу «Серп і Молот».
З 1971 року — заточувальниця Харківського заводу тракторних двигунів.
Потім — на пенсії в місті Харкові.

## Нагороди
- ордени
- медалі
- заслужений машинобудівник Української РСР